# Nikolaj Markussen
Nikolaj Rømer Berg Markussen (ur. 1 sierpnia 1988 r. w Helsinge) – duński piłkarz ręczny, reprezentant kraju, grający na pozycji lewego rozgrywającego. Od sezonu 2020 gracz  Telekom Veszprém.
Uczestniczył na igrzyskach olimpijskich w Londynie.

## Sukcesy

### Reprezentacyjne
Mistrzostwa świata:
- Niemcy/Dania 2019
- Hiszpania 2013

Mistrzostwa Europy:
- Serbia 2012

Mistrzostwa świata U-21:
- Egipt 2009

### Klubowe
IHF Super Globe:
- 2012
- 2011

Liga Mistrzów:
- 2011/2012

Mistrzostwa Danii:
- 2015/2016
- 2014/2015, 2017/2018
- 2016/2017

Puchar Danii:
- 2014
- 2016

Mistrzostwa Hiszpanii:
- 2011/2012, 2012/2013

Puchar Hiszpanii:
- 2011/2012, 2012/2013

## Nagrody indywidualne
- Najlepszy lewy rozgrywający Mistrzostw Świata U-21 2009